# Trollkyrka

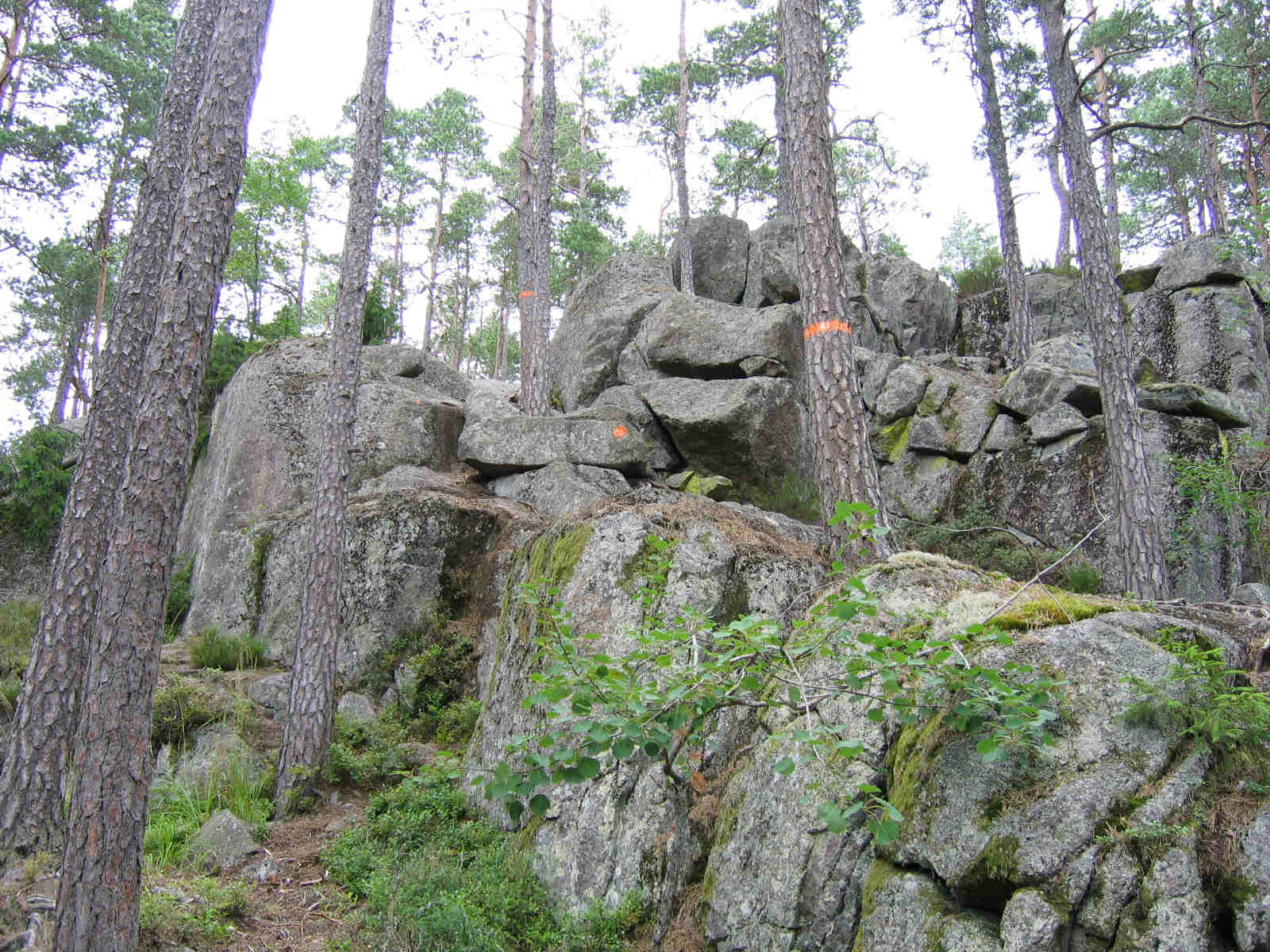
Der Weg nach oben ist mit orangen Zeichen markiert

Die Trollkyrka (Trollkirche) ist ein abgeschiedener Fels im Herzen des schwedischen Nationalparks Tiveden. Er diente als heidnische Opferstätte (horgr, harg, siehe auch Hag). Die Trollkirche könnte bis ins 19. Jahrhundert hinein in Benutzung gewesen sein, bis dahin jedenfalls galt der Berg als für Christen tabu.
Nach H. Lidman (Gudanatt. 1972) ging die Sage unter alten Leuten, dass „Christen nicht hierher gehen könnten. Die Berge der ‚Trollkirche‘ gehörten den heidnischen Trollen. Sollte ein Christ sich hierher wagen, würde er Schaden nehmen.“
Lokaler Tradition ist tatsächlich zu entnehmen, dass der Berg bis vor kurzer Zeit für heidnische Rituale in Gebrauch gewesen ist und dass jeder, der die Rituale ungebeten beobachtete, entweder in einem Loch im Wald eingegraben oder in die verschworene Gemeinschaft aufgenommen wurde. Diese Vorsichtsmaßnahmen belegen, dass die Rituale bis in die Zeit um 1604–1735 stattgefunden haben müssen, einer Zeit, in der solcherlei Rituale mit der Todesstrafe belegt waren.
Die Rituale werden in einem folkloristischen Gedicht beschrieben, welches durch den Folkloristen Carlshult (* 1941) im Zuge seiner Forschungen über die Skaga-Kirche dokumentiert wurde. Es wurde später durch Karlsson und Lidman publiziert:
Kärken smyger på slingrande stig – Die Prozession schleicht auf gewundenem Pfad
helst osedd till Trollebergen. – möglichst ungesehen zu den Trollbergen.
Mässa skall hållas i dagarna tre, – Eine Messe soll drei Tage lang gehalten werden
det varde början på helgen. – dies wird der Beginn des Feiertags sein.
Kolten är sid, så den nåder vid marken, – Das Gewand ist lang, es reicht an den Boden,
håsorna äro i topparna vassa, – die Socken (Stutzen?) sind spitz zulaufend,
hättan dras ned, så hålen för ögonen passa. – die Haube ist heruntergezogen, so dass die Augenlöcher passen.
Alla är lika förutom på längda, – Alle schauen gleich aus, bis auf die (Körper)Höhe,
prelatus han räknar på mängda. – der Prälat zählt ihre Anzahl.
Lösen den gives i lågmälder ton, – Das Losungswort wird leise gesprochen,
prelatus han bjuder tre stötar i horn. – Der Prälat bläst dreimal in ein Horn.
Elden den "köllas" av nio slags ved, – Das Feuer wird entfacht mit neun Arten Holz,
det är gammal sed. – dies ist alte Sitte.
Offer till andarna skänkes, – Ein Opfer wird den Geistern geboten,
med blodet sig allom bestänkes. – mit Blut bespritzt sich ein jeder.
Det bästa till andar föräras, – Das Beste bleibt den Geistern vorbehalten,
det som blir över skall av männerna täras. – was übrig bleibt, sollen die Männer zu sich nehmen.
Uti midnattens timma – In der Mitternachtsstunde
då sjärnor beglimma, – wenn Sterne blinken,
prelatus han tystnaden bjuder – bittet der Prälat um Ruhe,
och männerna alla det lyder. – was von allen Männern befolgt wird.
De falla till markone ner, – Sie fallen auf den Boden nieder,
prelatus han bistert mot rymderna ser. – der Prälat schaut eisern gen Himmel.
Och svärjan och formlar i dälderna skallar – Und Schwüre und Gebete hallen von den Tälern
prelatus han kallar på andar. – Der Prälat beschwört die Geister
Allom de fick på sitt spörje ett svar, – Jedermann ward Antwort gegeben
ingen av androm fick då höra varom det var. – Niemand vernahm des anderen Antwort